# Galium tolosianum
Galium tolosianum är en måreväxtart som beskrevs av Pierre Edmond Boissier och Karl Theodor Kotschy. Galium tolosianum ingår i släktet måror, och familjen måreväxter. Inga underarter finns listade i Catalogue of Life.